# Afrosus unimaculata
Afrosus unimaculata är en insektsart som beskrevs av Naudé 1926. Afrosus unimaculata ingår i släktet Afrosus och familjen dvärgstritar. Inga underarter finns listade i Catalogue of Life.